# Jack Majgaard
Jack Majgaard Jensen (født 25. marts 1973) er en dansk fodboldtræner, der tidligere har været cheftræner for bl.a. Lyngby Boldklub og for FC Rosengård. Han var nuværende assistenttræner for FC Roskilde.

## Karriere
Majgaard var fra 2006 til 2009 cheftræner for den svenske klub, Lunds BK. Derefter blev han assistenttræner i Lyngby Boldklub.
Da Johan Lange forlod Lyngby Boldklub den 5. december 2013, efterfulgte Majgaard ham som cheftræner for klubben.
Efter en dårlig stime blev Majgaard fyret i foråret 2015. I august 2015 blev han ansat som ny cheftræner for FC Rosengårds kvindehold i Sverige. Han stoppede efter gensidig overenskomst som træner i klubben i september 2017.

I september 2018 blev Majgaard ny træner for Landskrona BoIS, som han skulle forsøge at redde fra nedrykning til tredjebedste scenske række. Det lykkedes ikke at redde klubben fra nedrykning og han forlod i november 2018 klubben, hvorefter han blev ny træner i sin gamle klub Lunds BK fra januar 2019.
I november 2019 blev han ny træner for Kristianstad FC, men allerede i december 2019 forlod han klubben for at blive ny træner for Vålerenga Fotball Damer.
I december 2021 vendte Majgaard tilbage til dansk fodbold, da han blev præsenteret som ny træner for FC Roskilde. Han førte Roskilde til oprykning til 2. division i sit første halvår som træner for klubben, men efter en dårlig start efter vinterpausen, blev han fyret i april 2023.
I december 2023 blev det annonceret, at Majgaard ville blive træner for Molde FK's kvindehold fra 1. januar 2024. Majgaard førte klubben til en oprykning i sin første sæson, men klubben valgte alligevel at afskedige ham med to kampe tilbage af sæsonen. En måned senere blev Majgaard præsenteret som ny midlertidig assistenttræner for sin gamle klub FC Roskilde på en kort aftale frem til nytår.